# Thomas Konle
Thomas Konle (* 1970 in Ellwangen) ist ein ehemaliger deutscher Springreiter.

## Leben
Bereits mit 18 Jahren wurde Konle Europameister der Jungen Reiter mit der Mannschaft und bekam im selben Jahr das Goldene Reitabzeichen verliehen. Seine Ausbildung zum Bereiter absolvierte er im elterlichen Betrieb im baden-württembergischen Röhlingen.
Nach seinem Abschluss ging er für vier Jahre nach Warendorf zum DOKR, trainierte und arbeitete dort unter Bundestrainer Herbert Meyer. Danach holte ihn Reitsportlegende Paul Schockemöhle zu sich nach Mühlen. Bis November 2011 war Thomas Konle in Neuler ansässig, ab diesem Zeitpunkt war er in Elmshorn tätig. Hier übernahm er die Aufgabe des Leiters des Springstalles des Holsteiner Pferdezuchtverbandes. Anfang des Jahres 2015 beendete er diese Tätigkeit aus gesundheitlichen Gründen.
2020 hat Thomas den elterlichen Betrieb in Röhlingen übernommen und betreibt dort eine Reit- & Springschule mit angeschlossenem Hotel.
Konle trainierte regelmäßig bei Manfred Kötter, der als einer der erfolgreichsten Trainer Deutschlands gilt. Mittlerweile zählt auch er selbst als bester Trainer Deutschlands.
Thomas Konle ist verheiratet und hat drei Kinder. Er ist der Bruder von Hans-Peter Konle.

## Bekannteste Pferde
- Corofino II (* 1997, Holsteiner, Hengst, Braun, V: Corrado I, MV: Fernando, Züchter: Bernhard Hobe, Zuchtwert Springen 153 Pkt.)
- Candillo Z (* 1993, Holsteiner, Hengst, Braun, V: Cassini I, MV: Grundyman)
- FBW Coneli (Württemberger, Braun, V: Candillo, MV: Gralshüter)

## Auszeichnungen
- Goldenes Reitabzeichen, 1987

## Erfolge
- Europameister der Junioren, 1988 in Frankreich
- 2 × Deutscher Vizemeister Junge Reiter (1990, 1991)
- 5 × Baden-Württembergischer-Meister
- 2 × Sieger beim Bundeschampionat des Deutschen Reitpferdes
- Nationenpreisreiter
- 6 × Deutscher Meister